# De Stenen Tafel (restaurant)
De Stenen Tafel was een restaurant in Borculo, Nederland. Het was een restaurant dat een Michelinster droeg van 1999 tot 2011.
Chef-kok was Raymond Prinsen die in 1994 beide delen van de molen (nu restaurant De Stenen Tafel en bistro de Olliemölle) overnam.
Her restaurant sloot op 1 april 2011, waarbij Prinsen een gebrek aan motivatie opgaf als reden.